# Ligne de Saint-Florentin - Vergigny à Monéteau - Gurgy
La ligne de Saint-Florentin - Vergigny à Monéteau - Gurgy est une ancienne ligne ferroviaire stratégique française qui reliait les gares de Saint-Florentin - Vergigny et de Monéteau - Gurgy.
Elle constituait la ligne 764 000 du Réseau ferré national.

## Historique
La loi du 17 juillet 1879 (dite plan Freycinet) portant classement de 181 lignes de chemin de fer dans le réseau des chemins de fer d’intérêt général retient en no 26, une ligne « d'Auxerre à Vitry-le-François, par ou près Saint-Florentin, Troyes et Brienne ». La ligne de Saint-Florentin - Vergigny à Monéteau - Gurgy qui constitue un tronçon de cet ensemble est déclarée d'utilité publique par une loi le 21 mars 1881. La ligne ne sera cependant pas construite avant les années 1920.
La ligne est concédée à la Compagnie des chemins de fer de Paris à Lyon et à la Méditerranée par une convention signée le 24 février 1910 entre le ministre des Travaux publics et la Compagnie. Cette convention est approuvée par une loi le 2 avril suivant. Cette convention a fait l'objet d'un avenant signé le 26 juillet 1919. Cet avenant est approuvé par une loi le 19 mars 1923.
La ligne de Saint-Florentin - Vergigny à Monéteau - Gurgy est mise en service le 11 octobre 1926.
La fermeture intervient en plusieurs temps : le service voyageur entre Saint-Florentin - Vergigny et Monéteau - Gurgy est déjà supprimé le 1er juillet 1932 ; le 1er août 1942, l’armée allemande dépose la voie entre Monéteau et Pontigny. Seule la portion Pontigny St Florentin continuera donc à être exploitée. [réf. souhaitée].
Le 7 octobre 1943, un train de munitions allemand se rendant au camp de Varennes stationne pour des raisons techniques dans la gare de Pontigny. À l’aube, un groupe de résistants déposent des pains de plastic sous les wagons. L’explosion est effroyable. Les maisons tremblent ; l’abbaye elle-même est touchée et la toiture est ouverte à tous les vents...
Le 29 octobre 1970 voit le déclassement de la section de Pontigny à Monéteau-Gurgy (PK 12,460 au PK 24,480), et le 17 septembre 1980 du tronçon du PK 12,240 au PK 12,460 à Pontigny.
Le service marchandises est arrêté entre Saint-Florentin-Vergigny et Pontigny le 1er septembre 1990.
Les déclassements des tronçons de la ligne se poursuivent :
- à Pontigny du PK 12,225 au PK 12,240 le 15 avril 2002[8] ;
- à Monéteau du PK 24,480 au PK 25,950, le 15 avril 2002[8] ;
- et de Saint-Florentin-Vergigny à Pontigny (PK 4,220 à 12,225) le 15 octobre 2002[9]. Néanmoins le déclassement de cette dernière section est annulé, le 28 juillet 2004, par une décision du Conseil d'État[10].

## Infrastructure
Cette ligne était intégralement à voie unique, toutefois les terrains achetés préalablement à la construction permettaient l'établissement d'une 2e voie.
Entre Saint-Florentin et Pontigny, le tracé est envahi par la végétation.
Entre Pontigny et Monéteau, un chemin en excellent état permet de suivre le tracé et découvrir les infrastructures de l’ancienne ligne de style « PLM tardif » : gares avec ses quais, maisons de garde barrière, ponts, etc.

### Patrimoine ferroviaire
La quasi-totalité des maisons de garde-barrière (17) et l'entiéreté des bâtiments de gare (Cheu, Pontigny, Rouvroy - Venouse, Héry) ont échappé à la démolition et sont devenues des habitations particulières. Ces gares et maisonnettes de passage à niveau correspondent au style « PLM tardif » qui se caractérise par de hauts bâtiments munies de façades colorées avec de grandes baies, des charpentes apparentes, des arcs en briques de plusieurs couleurs ainsi que le nom de la gare et de la compagnie « PLM » en carreaux de céramique.

## Galerie de photos

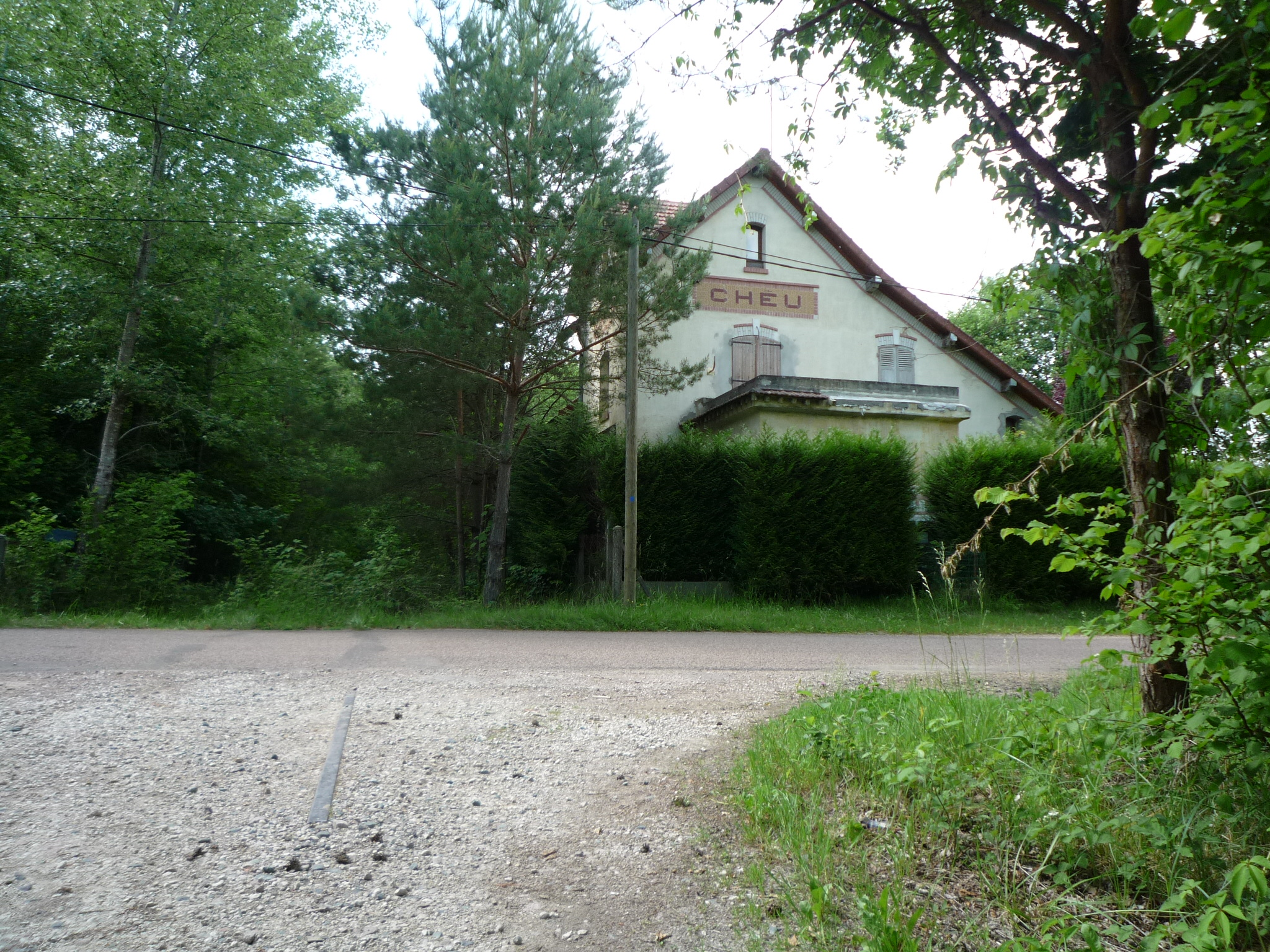
PK 5,9, gare de Chéu.
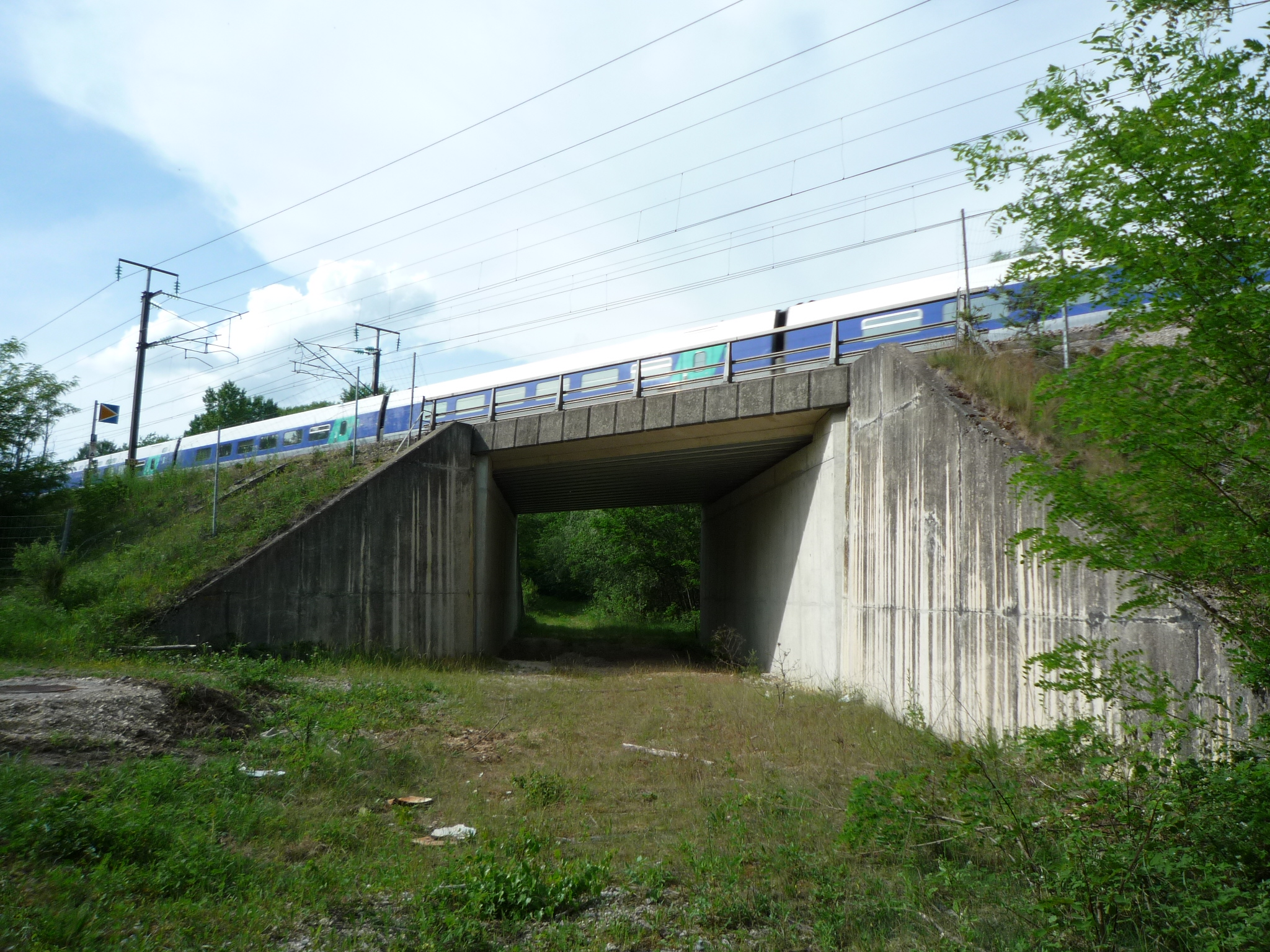
PK 7,1, passage sous la LGV.
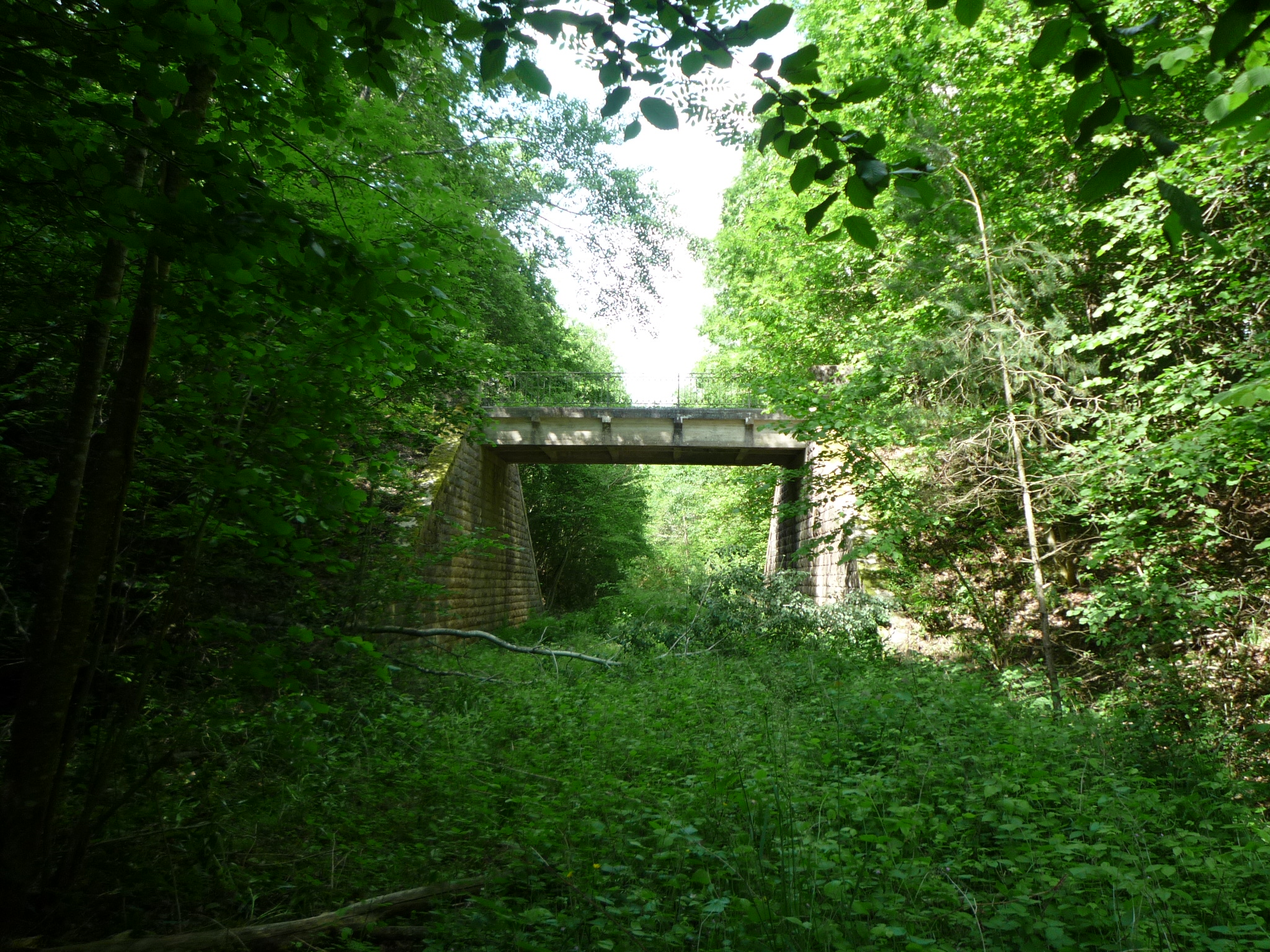
PK 8,0 ligne sous la végétation.
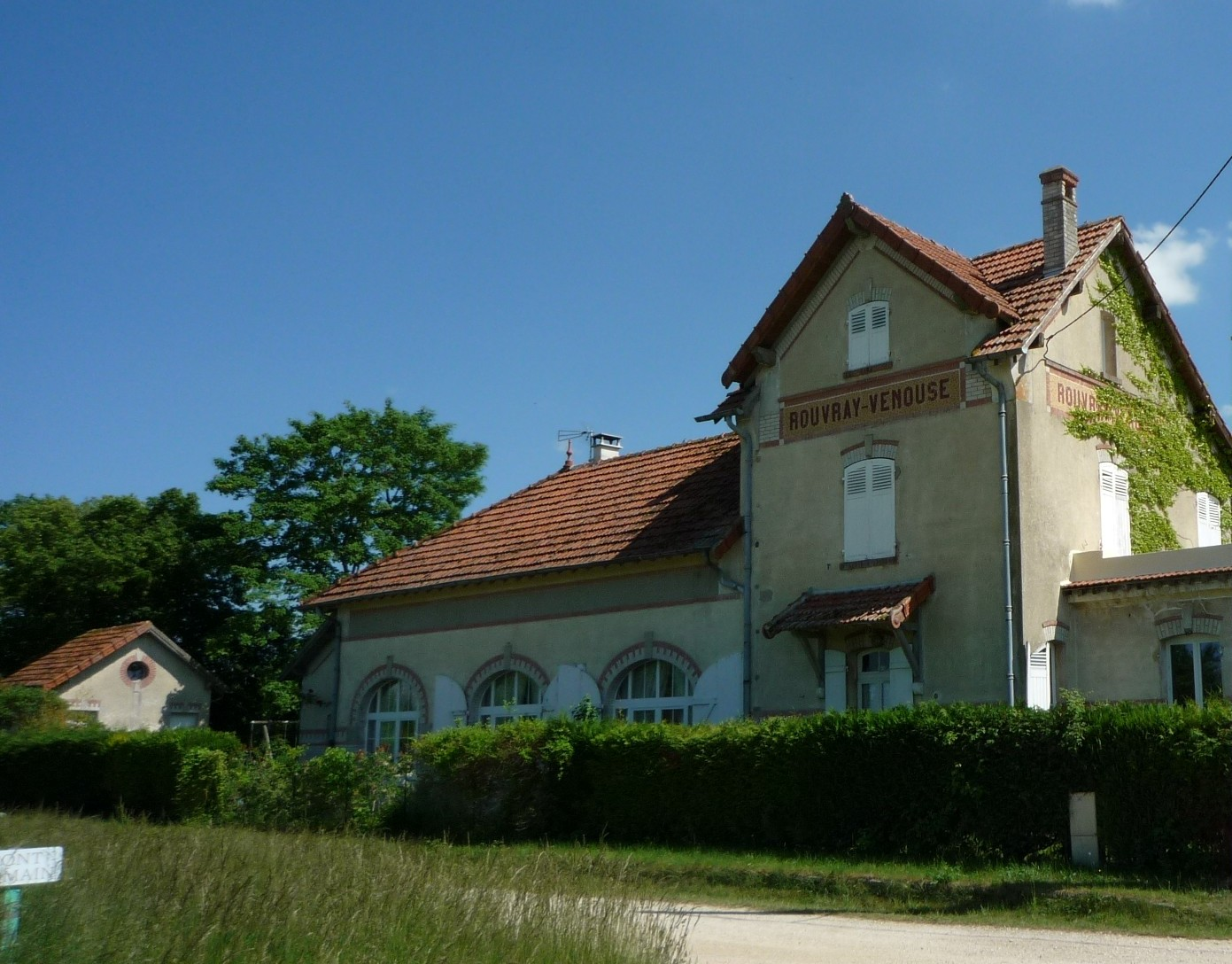
PK 15,7 gare de Rouvray Venouse.
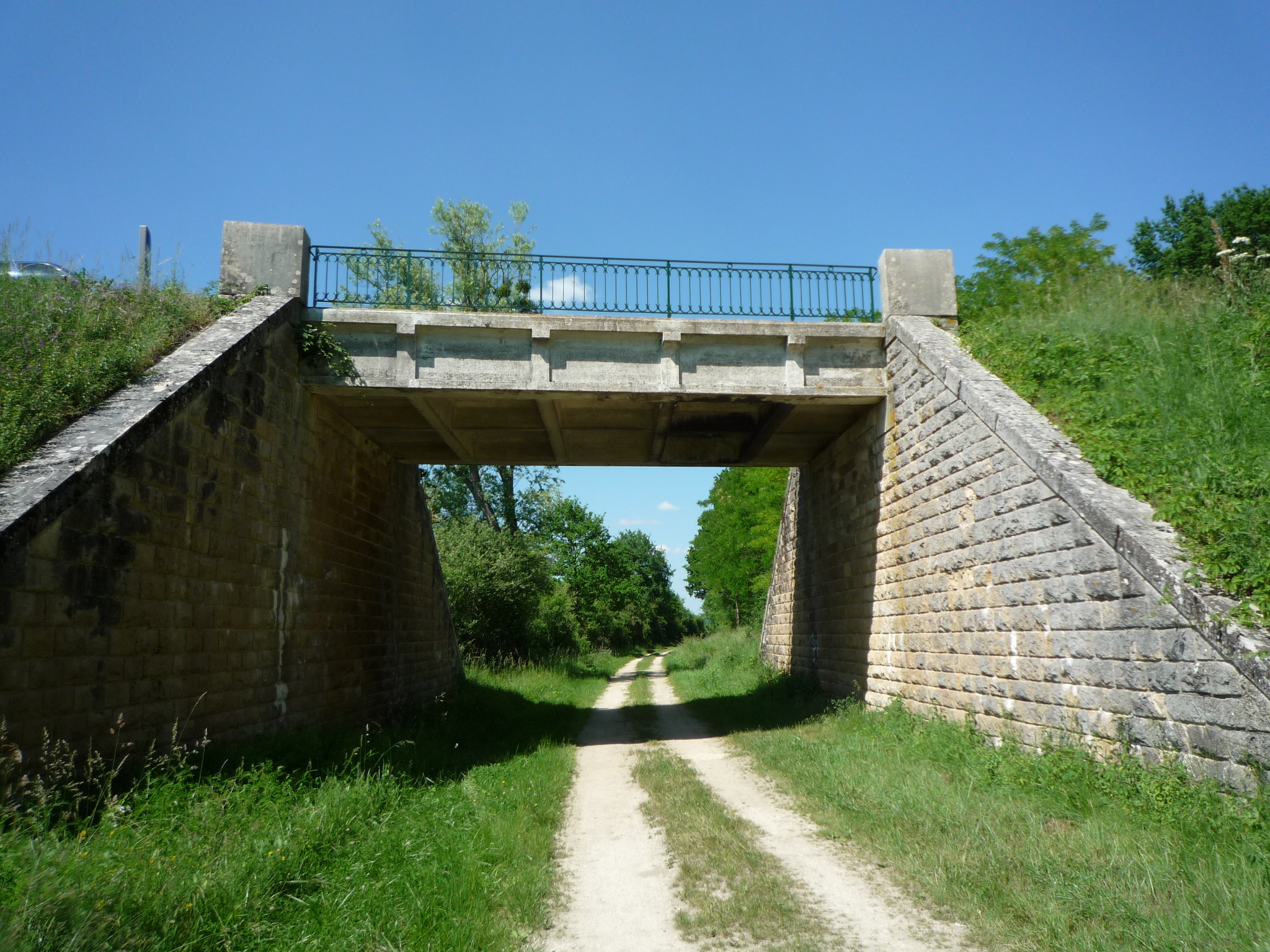
PK 17,6 passage sous la D5.
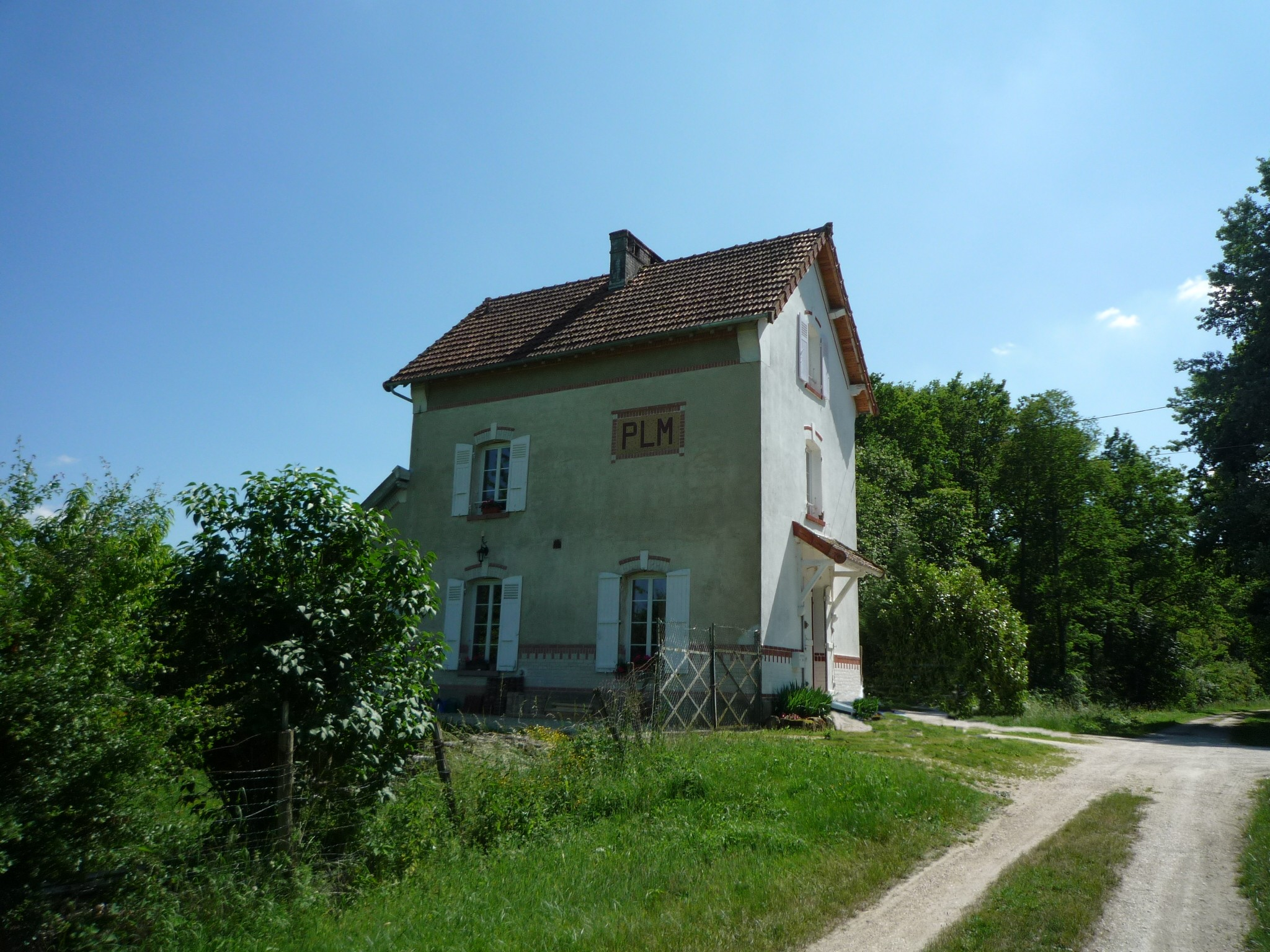
PK 18,1, maison garde barrière.
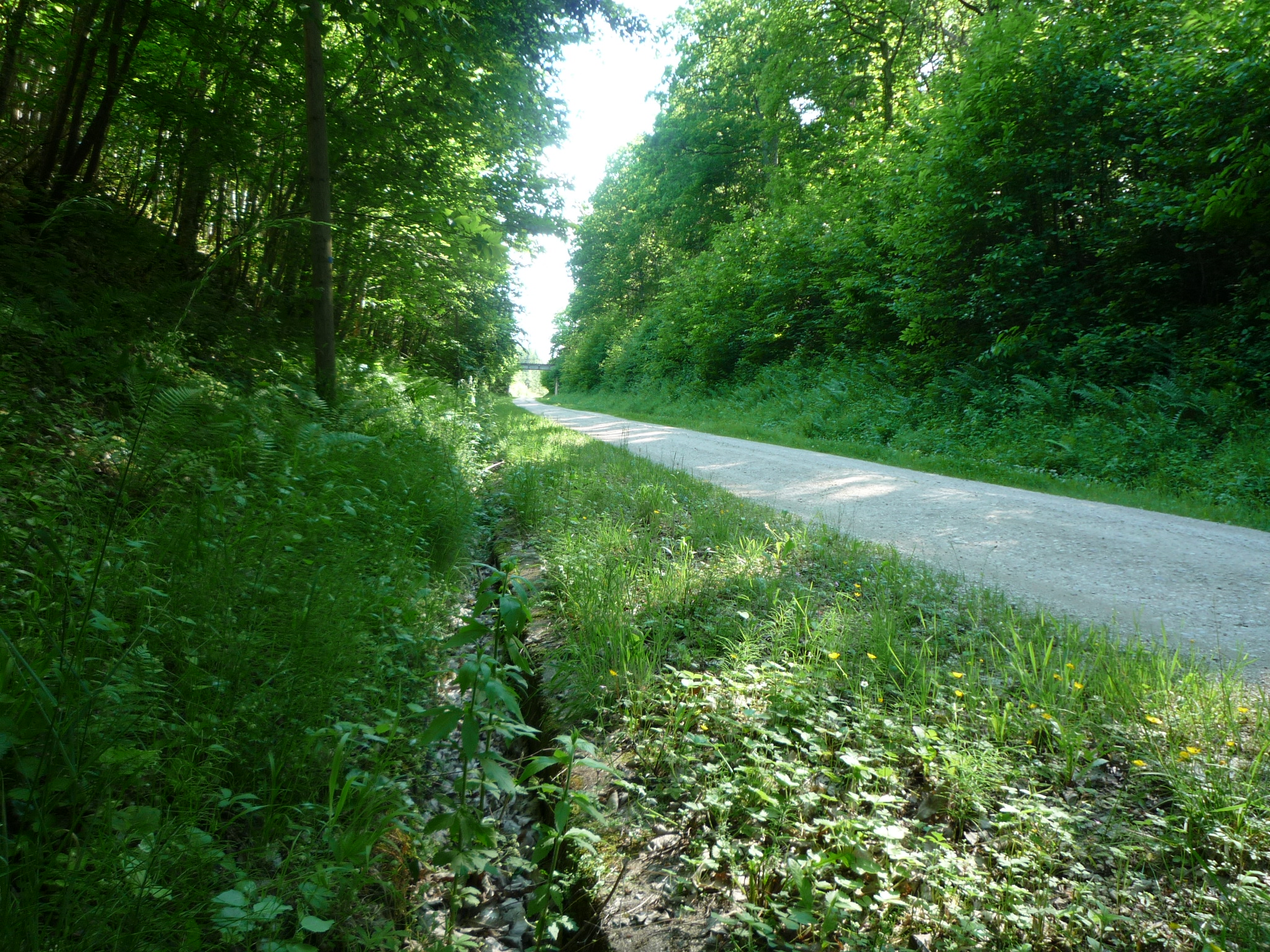
PK 20,4, ligne en tranchée.
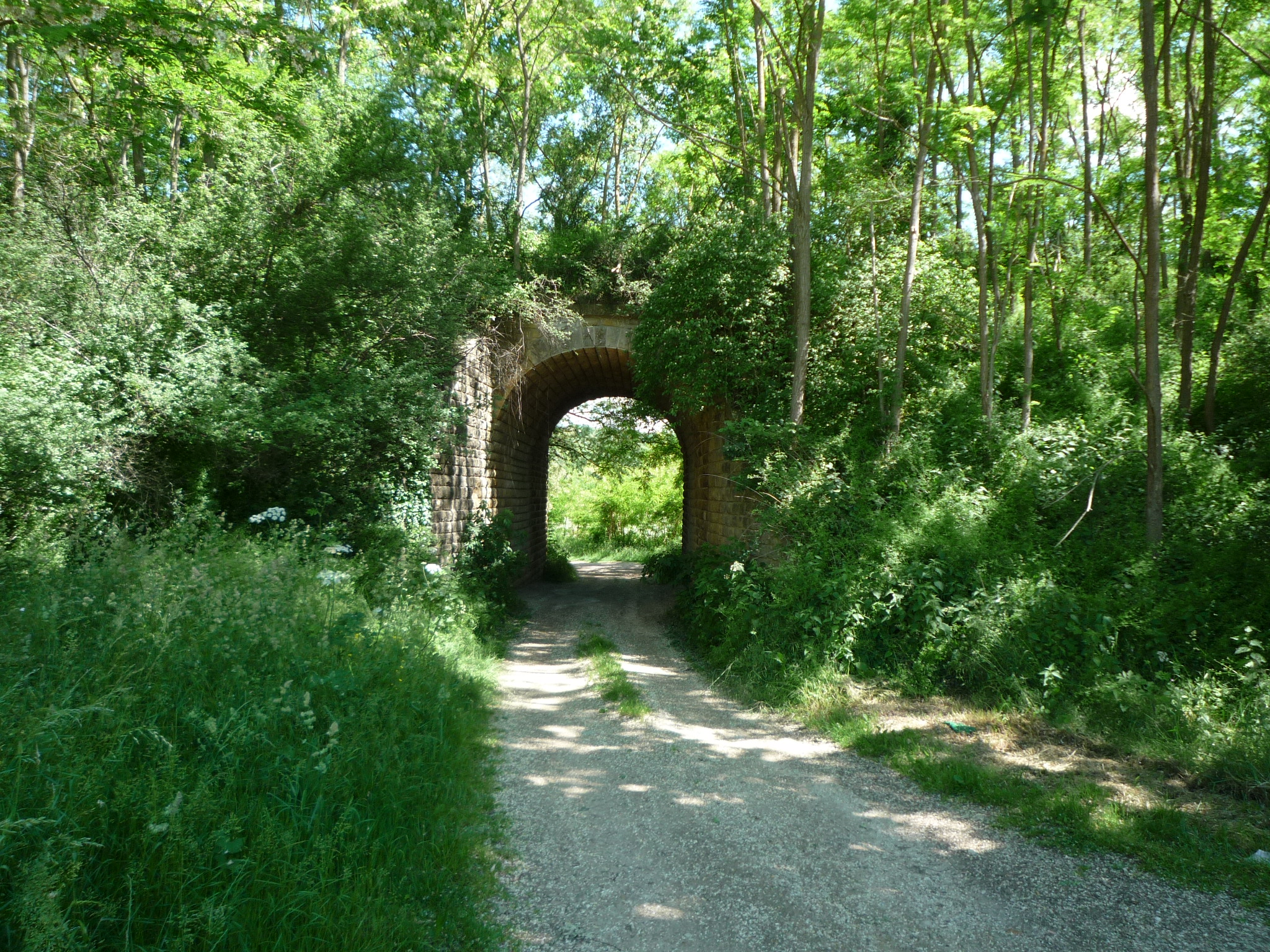
PK 24,0, ligne en talus.